# Cao Yang
Cao Yang (曹陽T, 曹阳S, Cáo YángP; Tientsin, 15 dicembre 1981) è un ex calciatore cinese, di ruolo difensore.

## Carriera

### Club
Dal 2000 al 2019 ha giocato solo con la maglia del Tianjin Teda, squadra della sua città, con la quale ha vinto una coppa di Cina.

### Nazionale
Dopo esser stato convocato dalla Nazionale cinese Under-23 per i Giochi asiatici del 2002, fece il suo debutto in nazionale maggiore.

## Palmarès

### Club

#### Competizioni nazionali
- Coppa della Cina: 1

Tianjin Teda: 2011